# Arnold Newman
Arnold Abner Newman (New York, 3 maart 1918 – aldaar, 6 juni 2006) was een Amerikaans fotograaf die bekend werd om zijn "ambianceportretten" van artiesten en politici. 
Hij was ook bekend door zijn zorgvuldig samengestelde abstracte beelden van stillevens. Newmans bekendste foto's waren zwart-wit, maar hij maakte ook veel kleurenfoto's. 
Arnold Newman overleed op 88-jarige leeftijd aan een hartinfarct.
- Biblioteca Nacional de España: XX1047777
- Bibliothèque nationale de France: cb12515358v (data)
- CiNii: DA06135567
- Gemeinsame Normdatei: 119276720
- International Standard Name Identifier: 0000 0001 1556 3947
- Library of Congress Control Number: n79151164
- Nationale Bibliotheek van Letland: 000181295
- MusicBrainz: cdc2f677-d020-4973-9dcf-444b67722964
- Bibliotheek van het Japanse parlement: 00472248
- National Gallery of Victoria: 2118
- Nationale Bibliotheek van Tsjechië: js20020624020
- Nationale bibliotheek van Australië: 35385183
- Nationale Bibliotheek van Israël: 987007265922505171
- Nationale en Universitaire bibliotheek Zagreb: 000456989
- Nederlandse Thesaurus van Auteursnamen: 070838917
- PIC: 9640
- RKD-Nederlands Instituut voor Kunstgeschiedenis: 304934
- LIBRIS: 307889
- SNAC: w6xw4n84
- Système universitaire de documentation: 034393587
- Union List of Artist Names: 500025420
- Virtual International Authority File: 19786207
- WorldCat: E39PBJjmX3bCgFCcCk47fgfQbd